# Podział administracyjny Ekwadoru
Ekwador jest podzielony na 24 prowincje (provincias) – jednostki administracyjne pierwszego rzędu. Prowincje dzielą się na 217 kantonów (cantones), a te z kolei na 1024 parafii (parroquias) dla odróżnienia od parafii kościelnych zwanymi także parafiami cywilnymi (parroquias civiles).
| Lp. | Flaga | Prowincja                      | Liczba kantonów | Liczba parafii | Stolica                      | Powierzchnia  | Ludność   | Gęstość zaludnienia |
| --- | ----- | ------------------------------ | --------------- | -------------- | ---------------------------- | ------------- | --------- | ------------------- |
| 1   |       | Azuay                          | 15              | 75             | Cuenca                       | 8 309,58 km²  | 712 127   | 85,70 os./km²       |
| 2   |       | Bolívar                        | 7               | 26             | Guaranda                     | 3 945,38 km²  | 183 641   | 46,55 os./km²       |
| 3   |       | Cañar                          | 7               | 33             | Azogues                      | 3 146,08 km²  | 225 184   | 71,58 os./km²       |
| 4   |       | Carchi                         | 6               | 32             | Tulcán                       | 3 780,45 km²  | 164 524   | 43,52 os./km²       |
| 5   |       | Chimborazo                     | 10              | 55             | Riobamba                     | 6 499,72 km²  | 458 581   | 70,55 os./km²       |
| 6   |       | Cotopaxi                       | 7               | 40             | Latacunga                    | 6 108,23 km²  | 409 205   | 66,99 os./km²       |
| 7   |       | El Oro                         | 14              | 63             | Machala                      | 5 766,68 km²  | 600 659   | 104,16 os./km²      |
| 8   |       | Esmeraldas                     | 7               | 63             | Esmeraldas                   | 15 808,80 km² | 491168    | 31,07 os./km²       |
| 9   |       | Galápagos                      | 3               | 8              | Puerto Baquerizo Moreno      | 8 010,00 km²  | 25 124    | 3,14 os./km²        |
| 10  |       | Guayas                         | 25              | 54             | Guayaquil                    | 15 430,40 km² | 3 645 483 | 236,25 os./km²      |
| 11  |       | Imbabura                       | 6               | 42             | Ibarra                       | 4 587,51 km²  | 398 244   | 86,81 os./km²       |
| 12  |       | Loja                           | 16              | 92             | Loja                         | 11 062,73 km² | 448 966   | 40,58 os./km²       |
| 13  |       | Los Ríos                       | 13              | 27             | Babahoyo                     | 7 205,27 km²  | 778 115   | 107,99 os./km²      |
| 14  |       | Manabí                         | 22              | 75             | Portoviejo                   | 18 939,60 km² | 1 369 780 | 72,32 os./km²       |
| 15  |       | Morona-Santiago                | 12              | 58             | Macas                        | 24 059,40 km² | 147 940   | 6,15 os./km²        |
| 16  |       | Napo                           | 5               | 23             | Tena                         | 12 542,50 km² | 103 697   | 8,27 os./km²        |
| 17  |       | Orellana                       | 4               | 33             | Puerto Francisco de Orellana | 21 692,10 km² | 136 396   | 6,29 os./km²        |
| 18  |       | Pastaza                        | 4               | 21             | Puyo                         | 29 641,37 km² | 83 933    | 2,83 os./km²        |
| 19  |       | Pichincha                      | 8               | 60             | Quito                        | 9 535,91 km²  | 2 576 287 | 270,17 os./km²      |
| 20  |       | Santa Elena                    | 3               | 11             | Santa Elena                  | 3 690,17 km²  | 308 693   | 83,65 os./km²       |
| 21  |       | Santo Domingo de los Tsáchilas | 2               | 9              | Santo Domingo                | 3 770,08 km²  | 410 937   | 109,00 os./km²      |
| 22  |       | Sucumbíos                      | 7               | 33             | Nueva Loja                   | 18 084,42 km² | 176 472   | 9,76 os./km²        |
| 23  |       | Tungurahua                     | 9               | 53             | Ambato                       | 3 386,25 km²  | 504 583   | 149,01 os./km²      |
| 24  |       | Zamora-Chinchipe               | 9               | 35             | Zamora                       | 10 584,28 km² | 91 376    | 8,63 os./km²        |

|  |  |

Poza tym istnieją trzy obszary, które nie zostały zaliczone do żadnej z prowincji i w ostatnim Spisie Ludności z 2010 roku zostały opisane jako "strefy o nieokreślonej przynależności". Są to:
| Lp. | Nazwa terytorium | Powierzchnia | Ludność | Gęstość zaludnienia |
| --- | ---------------- | ------------ | ------- | ------------------- |
| 1   | El Piedrero      | 170,19 km²   | 6324    | 37,16 os./km²       |
| 2   | Las Golondrinas  | 124,86 km²   | 5302    | 42,46 os./km²       |
| 3   | Manga del Cura   | 488,04 km²   | 20 578  | 42,53 os./km²       |